# سانت‌آرپینو
سانت‌آرپینو (به ایتالیایی: Sant'Arpino) یک کومونه در ایتالیا است که در استان کسرتا واقع شده‌است. سانت‌آرپینو ۳٫۲ کیلومتر مربع مساحت و ۱۴٬۲۸۱ نفر جمعیت دارد و ۴۳ متر بالاتر از سطح دریا واقع شده‌است.